# Hoffmannia liesneriana
Hoffmannia liesneriana är en måreväxtart som beskrevs av Louis Otho Otto Williams. Hoffmannia liesneriana ingår i släktet Hoffmannia och familjen måreväxter. Inga underarter finns listade i Catalogue of Life.